# Un pays à l'aube
Un pays à l'aube (titre original : The Given Day) est un roman policier historique de l'écrivain américain Dennis Lehane, publié en 2008.
Traduit en français par Isabelle Maillet, il paraît chez Payot & Rivages, dans la collection Rivages/Thriller, en 2008.

## Résumé
À la fin de la Première Guerre mondiale, l'activité syndicale est grandissante aux États-Unis. En 1918, les patrouilleurs de police de Boston n'ont pas eu d'augmentation salariale depuis 1905. Ils travaillent pour des salaires de misère. Ces agents commencent à discuter de leurs griefs et de possibles moyens d'action. Aiden « Danny » Coughlin, d'origine irlandaise, est l'un des patrouilleurs de Boston. Son père est détective, capitaine, haut placé dans la hiérarchie policière. À cause de la réputation de sa famille dans la police, Danny est réticent à assister aux réunions du syndicat. Son collaborateur, Steve Coyle, espère au contraire le voir adhérer au syndicat national. Le capitaine Thomas Coughlin, père de Danny, l'agent du FBI Rayme Finch et le jeune avocat J. Edgar Hoover poussent Danny à infiltrer le syndicat avec la promesse d'y gagner ses galons de policier. Danny accepte. Il assiste à des réunions, adhère aux idées syndicales et est bientôt élu vice-président.
Pendant ce temps, Luther Laurence, un joueur de baseball amateur afro-américain de l'Ohio, s'installe avec Lila, sa femme enceinte, à Tulsa, en Oklahoma. Lutter et son ami Jessie gagnent d'importantes sommes d'argent grâce au bookmaker local et gangster, Deacon Skinner Brocious. Lorsque Jessie meurt dans un affrontement entre gangs, Luthet doit quitter sa femme et s'enfuir à Boston, où il obtient un travail comme factotum et serviteur dans la maison du capitaine Thomas Coughlin. Tout en travaillant pour les Coughlin, il se lie d'amitié avec la bonne, Nora O'Shea, une immigrante irlandaise prise en charge par les Coughlin cinq ans plus tôt. Nora et Danny ont une liaison, qui prend fin quand il découvre qu'elle est mariée en Irlande. Par ailleurs, Luther est manipulé par le lieutenant Eddie McKenna, le meilleur ami du capitaine Coughlin et le parrain de Danny. Il a fouillé le passé de Luther et découvert qu'il était lié à la mafia de Tulsa. McKenna oblige bientôt Luther à obtenir des renseignements sur les membres du syndicat et à construire une chambre secrète au nouveau siège de l'organisation.
Lorsque les Coughlin découvrent le secret de Nora, elle est renvoyée. La participation de Danny aux activités syndicales est remise en cause par son père, particulièrement opposé aux nouvelles idées radicales et bolcheviques de son fils. Bientôt, Nora, Danny et Luther développent d'étroits liens d'amitié. Les membres du syndicat comptent sur Danny pour les mener dans leur lutte pour obtenir un salaire équitable et de meilleures conditions de travail. Cependant, Laurence tente d'échapper à l'emprise de McKenna et de faire venir sa femme et l'enfant qu'elle a mis au monde.
Le récit se termine sur les événements relatifs à la grève des policiers de Boston (en), précipitée par le refus du commissaire de police d'accorder le droit d'affiliation du jeune syndicat de la police à des organisations nationales du travail. Dans le chaos de la grève, Luther sauve la vie de Danny, alors que ce dernier vient d'épouser Nora.

## Réception
Les critiques ont été généralement favorables à l'ouvrage, estimant que Lehane avait écrit un grand roman américain. Janet Maslin a écrit dans le New York Times : "Il a écrit une épopée majestueuse et ardente qui l'emmène bien au-delà des limites du genre policier":
The Given Day est un livre énorme, passionné, intensément documenté, qui donne vie à l'histoire en ancrant le présent dans les leçons du passé. Lorsque M. Lehane parle d'"un homme qui portait son pouvoir comme un costume blanc dans une nuit noire de charbon", il pourrait parler d'une époque lointaine - ou de la sienne.
Colette Bancroft, du St. Petersburg Times, a écrit : "Cette époque et ce lieu permettent à M. Lehane de raconter une histoire typiquement américaine, ancrée dans notre histoire, tout en évoquant des questions qui nous préoccupent toujours, près d'un siècle plus tard : la race, l'immigration, le terrorisme, l'instabilité économique, la corruption politique et le fossé corrosif entre les nantis et les démunis".